# Улянівка (Павлоградський район)
Уля́нівка — село в Україні, у Юр'ївській селищній громаді Павлоградського району Дніпропетровської області. Населення на 2021 рік становило 17 осіб. До 2017 орган місцевого самоврядування — Олексіївська сільська рада.

## Географія
Село Улянівка знаходиться біля витоків безіменній пересихаючої річечки, нижче за течією на відстані 1 км розташоване село Новочорноглазівське.

## Історія
12 червня 2020 року, відповідно до розпорядження Кабінету Міністрів України № 709-р «Про визначення адміністративних центрів та затвердження територій територіальних громад Дніпропетровської області», увійшло до складу Юр'ївської селищної громади.
19 липня 2020 року, в результаті адміністративно-територіальної реформи та ліквідації Юр'ївського району, село увійшло до складу Павлоградського району.

## Інтернет-посилання
- Погода в селі Сокільське